# Лиф, Залман
Залман Лиф (Авраам Ли́фшиц) ( 1900, Марьина Горка — 7 октября 1950, Иерусалим) — израильский картограф-фотограф. Один из основоположников израильской картографии и фотограмметрии.

## Биография
Лифшиц Авраам родился в селении Марьина Горка. В молодости был активистом сионистского движения. Изучал агротехнику в Московском университете. В 1924 эмигрировал в Эрец-Исраэль. Несколько лет спустя был назначен главным инженером Палестинской землеустроительной компании.
Был советником Д. Бен-Гуриона и консультантом в министерстве иностранных дел Израиля по вопросам государственных границ. Был членом делегаций Израиля на заседаниях Генеральной Ассамблее ООН, а также на Лозаннской конференции 1949 года.  
В 1948 основал Институт фотометрии в Иерусалиме. Им были подготовлены карты Эрец-Исраэль.